# Psammobatis
Psammobatis ist eine Gattung der Weichnasenrochen (Arhynchobatidae), die im westlichen Südatlantik und im östlichen Südpazifik auf dem Kontinentalschelf Südamerikas vorkommt.

## Merkmale
Psammobatis-Arten sind kleine bis mittelgroße Rochen. Die von Kopf, Rumpf und Brustflossen gebildete Körperscheibe ist mehr oder weniger rund oder herzförmig. Der Rücken ist weitgehend glatt, nur in wenigen bestimmten Bereichen sind Felder zusammenstehender Dornen vorhanden. Der vordere Rand der Brustflossen ist gerade oder leicht konkav. Die Bauchflossen sind tief eingebuchtet; der vordere Bauchflossenabschnitt ist schmal und in lose sitzende Haut eingebettet. Der Schwanz ist abgeflacht. Am Ende befindet sich keine Schwanzflosse aber zwei Rückenflossen auf der Schwanzoberseite nah am Ende. An den Seiten des Schwanzes verlaufen Hautfalten. Die Schnauze ist kurz und wegen des weichen Rostralknorpels flexibel. Die Kiefer sind mit stumpfen Zähnen besetzt. Jede Nasenöffnung ist von zwei Hautfalten umgeben, eine vordere, die zu einer Röhre aufgerollt ist, und eine dreieckige hintere.

## Arten
Zu Psammobatis gehören acht Arten:
- Psammobatis bergi Marini, 1932
- Psammobatis extenta (Garman, 1913)
- Psammobatis lentiginosa McEachran, 1983
- Psammobatis normani McEachran, 1983
- Psammobatis parvacauda McEachran, 1983
- Psammobatis rudis Günther, 1870
- Psammobatis rutrum Jordan, 1890
- Psammobatis scobina (Philippi, 1857)

Zwei zeitweise in die Gattung Psammobatis eingeordnete Rochenarten von der West- und Südküste Australiens bilden jetzt die Gattung Irolita.

## Belege
1. 1 2  Peter Last, Gavin Naylor: Rays of the World.  2016, Cornell University Press, ISBN 978-1501705328. S. 367.
2. ↑  Henry Weed Fowler: Contributions to the biology of the Philippine archipelago and adjacent regions. The fishes of the groups Elasmobranchii, Holocephali, Isospondyli, and Ostarophysi obtained by the United States Bureau of Fisheries steamer "Albatross" in 1907 to 1910, chiefly in the Philippine islands and adjacent seas. Smithsonian Institution, Bulletin 100, Band 13, S. 331–332.
3. ↑  Psammobatis auf Fishbase.org (englisch)
4. ↑  Irolita auf Fishbase.org (englisch)